# حاجی‌آباد (لامرد)
حاجی‌آباد (لامرد)، روستایی از توابع بخش چاه‌ورز شهرستان لامرد در استان فارس ایران است.

## جمعیت
این روستا در بخش چاه‌ورز قرار دارد و بر اساس سرشماری مرکز آمار ایران در سال ۱۳۸۵، جمعیت آن ۳۳۴ نفر (۷۲ خانوار) بوده‌است.